# ESE Group
ESE Group – jeden z największych niemieckich producentów pojemników na śmieci,  z siedzibą w Neuruppin.
Firma ESE została założona w roku 1934 w Wenden-Gerlingen (Niemcy), przedmiotem produkcji były początkowo wyroby ze stali. W 1950  zostały wyprodukowane pierwsze pojemniki na śmieci. Od roku 1965 zakład produkuje pojemniki z tworzyw sztucznych.
Firma ESE posiada sześć zakładów produkcyjnych w Europie, w tym w Neuruppin, Pampelunie (Hiszpania), Crissey (Francja) oraz zakłady produkcyjne w USA, Azji i krajach regionu Pacyfiku.